# Зелёный Остров (Буда-Кошелёвский район)
Зелёный Остров (бел. Зялёны Востраў) — посёлок в Уваровичском сельсовете Буда-Кошелёвского района Гомельской области Беларуси.

## География

### Расположение
В 21 км на юг от Буда-Кошелёво, 27 км от Гомеля, 2 км от железнодорожной станции Тихиничи (на линии Жлобин — Гомель).

### Гидрография
На востоке и севере окраинах мелиоративный канал, соединенный с рекой Уза (приток реки Сож).

## Транспортная сеть
Транспортные связи по просёлочной, а затем автомобильной дороге Буда-Кошелёво — Уваровичи. Застройка деревянными домами усадебного типа.

## История
Основана в начале XX века переселенцами с соседних деревень. Наиболее активная застройка приходится на 1920-е годы. В 1929 году организован колхоз. В 1959 году в составе экспериментальной базы «Уваровичи» (центр — городской посёлок Уваровичи).

## Население

### Численность
- 2018 год — 1 житель.

### Динамика
- 1926 год — 27 дворов, 130 жителей.
- 1959 год — 47 жителей (согласно переписи).
- 2004 год — 2 хозяйства, 2 жителя.